# 50년대
- 50년대는 50년부터 59년까지를 가리킨다.